# Ruben Annink
Ruben Annink, ook wel Ruben Moolhuizen (Amsterdam, 13 juni 1998), is een Nederlands singer-songwriter. In 2012 nam hij deel aan het eerste seizoen van The Voice Kids, maar kwam niet door de "Battle-ronde". In 2015 was hij een van de kandidaten in het vierde seizoen van De beste singer-songwriter. Hierin stond hij in de finale maar moest hij het afleggen tegen Anna Rune.
Op 22 mei 2015 was Annink samen met Ali B te gast in De Wereld Draait Door. Hier zong Ali B onder begeleiding van Annink 'Terwijl jullie nog bij me zijn', een ode aan zijn twee kinderen. In 2018 vertrok de zanger van muzieklabel Trifecta naar Warner Music Benelux.
Annink schreef naar aanleiding van Pia de Jongs presentatie van haar boek Charlotte op 25 januari 2016 in De Wereld Draait Door een liedje over de schrijfster. Een dag later zong hij dat in hetzelfde programma.
In 2016 bracht Annink samen met rapper Jonna Fraser en dj en vlogger Monica Geuze een single uit: Nu of nooit. In datzelfde jaar maakte Annink de titelsong van Angry Birds: De Film.
In februari 2017 heeft hij samen met rapper Keizer het nummer Twee shots uitgebracht en ongeveer een maand later zijn single Rokjesdag. Later dat jaar bracht hij samen met Teske de Schepper Tijdmachine uit.
Eind augustus 2019 nam Annink deel aan het Nederlandse televisieprogramma Beste Zangers waar hij Hoe is hij zong dat is vertaald vanuit het Spaans. Begin 2020 speelde Ruben op Noorderslag. Dat optreden was het startsein voor een tour langs Nederlandse clubs die daarna zou volgen, maar deze tour werd door de covid-pandemie uitgesteld. Annink ging vanaf toen volop aan de slag met nieuwe nummers, waaronder de nummers Papa en Dat het morgen lukt voor meervoudig paralympisch kampioen snowboarden Bibian Mentel. De clubtour werd in oktober 2021 weer opgepakt en afgemaakt. 
In 2024 zong Annink samen met zijn vader in het televisieprogramma DNA Singers.

## Discografie

### Singles
| Single met eventuele hitnotering(en) in de Nederlandse Top 40 | Datum van verschijnen | Datum van binnenkomst | Hoogste positie | Aantal weken | Opmerkingen                                                   |
| ------------------------------------------------------------- | --------------------- | --------------------- | --------------- | ------------ | ------------------------------------------------------------- |
| Terwijl jullie nog bij me zijn                                | 25-05-2015            | 13-06-2015            | 32              | 3            | met Ali B / Nr. 10 in de Single Top 100                       |
| Nu of nooit                                                   | 2016                  | 04-06-2016            | tip6            | -            | met Monica Geuze & Jonna Fraser / Nr. 34 in de Single Top 100 |
| Iemand                                                        | 2020                  | 11-07-2020            | tip22           | -            |                                                               |

| Single met hitnotering(en) in de Vlaamse Ultratop 50 | Datum van verschijnen | Datum van binnenkomst | Hoogste positie | Aantal weken | Opmerkingen |
| ---------------------------------------------------- | --------------------- | --------------------- | --------------- | ------------ | ----------- |
| Miljoen                                              | 2017                  | 16-09-2017            | tip             | -            | met StukTV  |
| Wie ze was                                           | 2018                  | 04-08-2018            | tip             | -            |             |